# Memphis City FC
El Memphis City FC fue un equipo de fútbol de los Estados Unidos que jugó en la Premier Development League, la tercera división de fútbol en el país.

## Historia
Fue fundado el 27 de mayo de 2015 en la ciudad de Memphis, Tennessee con la intención de subir el nivel del fútbol en la ciudad como uno de los equipos de expansión de la National Premier Soccer League en la temporada 2016.
En su primera temporada alcanzaron la final de conferencia como segundo lugar de su división, pero en la temporada 2017 no avanzaron a los playoffs.
En la temporada 2018 es uno de los equipos de expansión de la Premier Development League, aunque solo juega una temporada en la liga luego de que el 30 de noviembre de 2018 se determina desaparecer al equipo para crear al Memphis 901 FC de la USL Championship.